# Kirsten Vangsness
Kirsten Vangsness (født 7. juli 1972) er en amerikansk skuespiller. Hun blev først kendt i tv-serien Criminal Minds, som Penelope Garcia. Vangsness er af norsk afstamning.
Hun er også forfatter, og hendes arbejde er blevet offentliggjort i Los Angeles Times Magazine.